# Agawam
Agawam é uma cidade localizada no condado de Hampden no estado estadounidense de Massachusetts. No Censo de 2010 tinha uma população de 28.438 habitantes e uma densidade populacional de 450,89 pessoas por km².
Agawam encontra-se localizada nas coordenadas 42° 03′ 53″ N, 72° 39′ 13″ O. Segundo a Departamento do Censo dos Estados Unidos, Agawam tem uma superfície total de 63.07 km², da qual 60.37 km² correspondem a terra firme e (4.28%) 2.7 km² é água.

## Demografia
Segundo o censo de 2010, tinha 28.438 pessoas residindo em Agawam. A densidade populacional era de 450,89 hab./km². Dos 28.438 habitantes, Agawam estava composto pelo 94.59% brancos, o 1.5% eram afroamericanos, o 0.16% eram amerindios, o 1.77% eram asiáticos, o 0% eram insulares do Pacífico, o 0.75% eram de outras raças e o 1.24% pertenciam a duas ou mais raças. Do total da população o 3.31% eram hispanos ou latinos de qualquer raça.